# Paul Flatters
Pour les articles homonymes, voir Flatters.
Paul-François-Xavier Flatters, né le 16 septembre 1832 à Laval et mort le 16 février 1881 à Bir el-Garama dans le Sahara, est un militaire et explorateur français, surtout connu pour avoir dirigé la mission Flatters, une expédition destinée à explorer le Sahara central et à ouvrir une route transsaharienne. L'expédition tourne au drame. En février 1881, près de Bir el-Garama, dans le Hoggar, la caravane est attaquée par une coalition de tribus touarègues, et Flatters et la majeure partie de son équipe sont massacrés. 

## Biographie
Fils d'un sculpteur distingué, Jean-Jacques Flatters, Paul Flatters est orphelin quand il est admis en 1845 au lycée de Laval. Il y fait de brillantes études, lie de durables amitiés, et plus tard épouse Mlle Legros, sœur de l'un de ses condisciples. Reçu cinquième à l'ESM de Saint-Cyr en 1851, il en sort au même rang. En 1863 il est capitaine au 16e bataillon de chasseurs à pied et chef de bataillon au 3e régiment de tirailleurs algériens en 1876. Il a notamment participé à la campagne d'Italie de 1859 et à la guerre franco-allemande de 1870.

### Massacre de la mission Flatters par des Touaregs
Avec 39 personnes, le colonel Paul Flatters part d'Ouargla le 5 mars 1880 dans la perspective d'étudier la possibilité de créer une nouvelle route commerciale avec l'établissement d'une ligne de chemin de fer transsaharien entre l'Algérie et le Niger.
Il descend alors vers le sud, mais un manque de vivres et les menaces des populations le contraignent à rebrousser chemin. Il rentre à Ouargla le 17 mai sans avoir totalement rempli sa mission, mais rapportant des informations précieuses. Malgré les menaces proférées par l'amenokal touareg Ahitarel ag Mohamed Biska, qui refuse catégoriquement le passage d'une troupe armée sur son domaine, Paul Flatters décide de repartir.
Le 4 décembre, il reprend la route du Sahara pour une seconde expédition de 93 hommes dont sept membres scientifiques et militaires : MM. Béringer, Roche, Santin, le médecin aide-major Robert Guiard, le capitaine Pierre-René Masson, le lieutenant de Dianous de La Perrotine, deux sous-officiers, MM. Étienne Dennery et Joseph Pobéguin, deux ordonnances, Brame et Marjolet, quarante-sept tirailleurs indigènes et trente-et-un arabes des tribus, sept guides Châamba et Ifoghas, et le mokkadem de l'ordre des Tidjani. Ils partent avec près de 280 animaux (chameaux, chevaux, ânes) et une importante somme d'or. Pendant deux mois, la colonne progresse sans difficulté majeure vers le Hoggar. Leur chemin s'arrête à Bir el-Garama, où la mission subit l'attaque des Touaregs Hoggar et Ajjers. Tous les Français trouvent la mort. Seuls une vingtaine d'indigènes arrivent à regagner Ouargla.
L'article anglophone sur Paul Flatters indique 56 survivants dont 4 Français, en marche pour Ouargla (930 km), qui épuisés finissent par rencontrer un groupe de Touaregs qui leur vend au prix fort du lait, de la viande et des dattes, sans doute empoisonnées à la jusquiame falezlez (Hyoscyamus muticus (en), contenant de l'hyoscyamine). La troupe se sépare, et, après divers incidents et attaques, des éléments rejoignent Ouargla et Hassi Messeguem (Tamanrasset).

## Hommages
À Paris, un monument rappelant cet événement a été érigé dans le parc Montsouris tandis que fut inaugurée, en 1884, une rue Flatters dans le 5e arrondissement. Le conseil municipal de Laval a donné également le nom de Flatters à l'une des rues de sa ville. Une inscription sur marbre réalisée par Louis Garnier dans le lycée de cette même ville commémore cet épisode.
En 1903, Fort Flatters est fondé dans l'est du Sahara algérien (futurs départements français du Sahara) en hommage à l'explorateur ; la ville sera renommée Bordj Omar Driss lors de l'indépendance de l'Algérie.
Sa tombe se trouve dans l'ancien cimetière de Wissous.

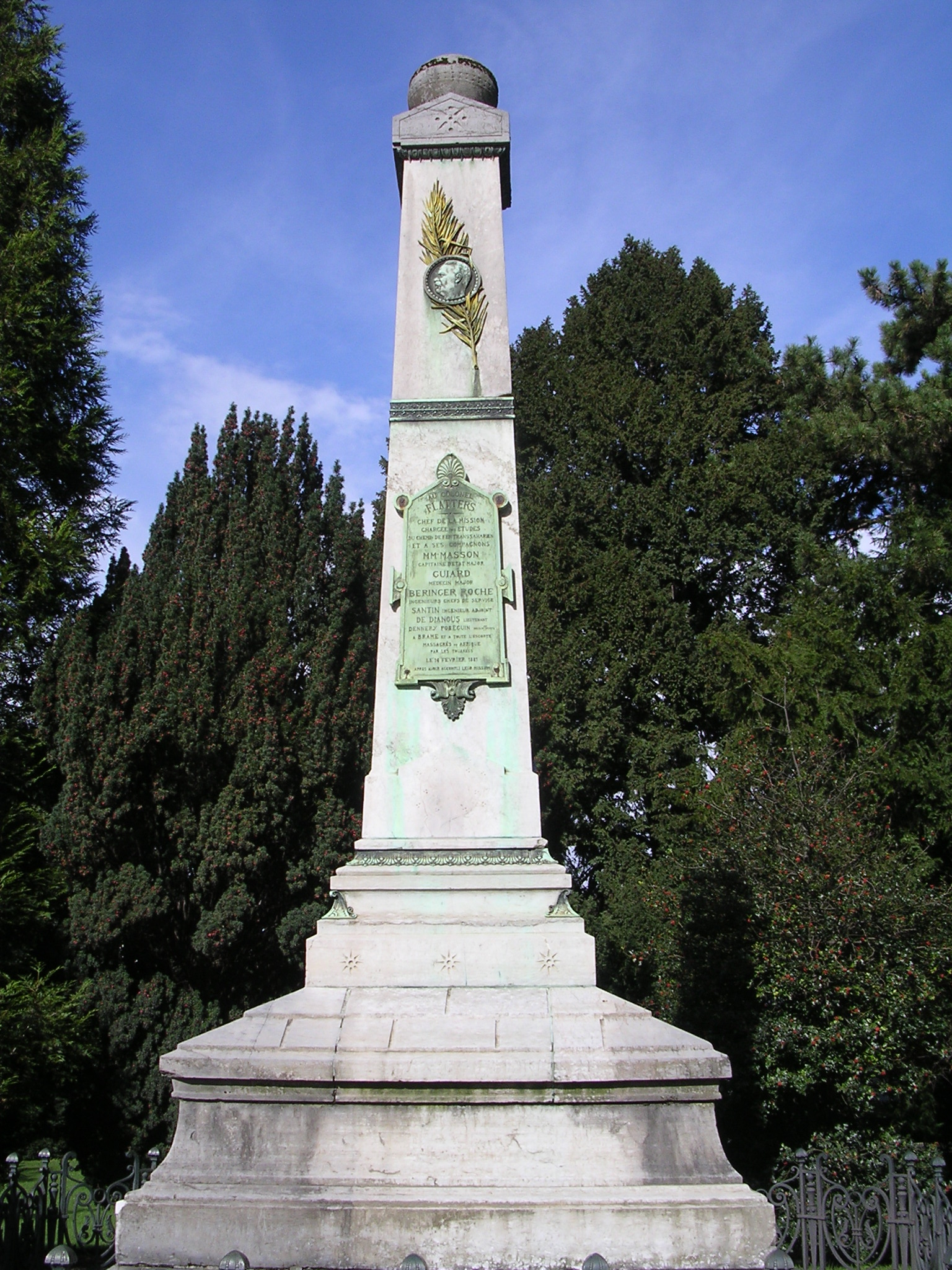
Monument commémoratif au parc Montsouris, Paris
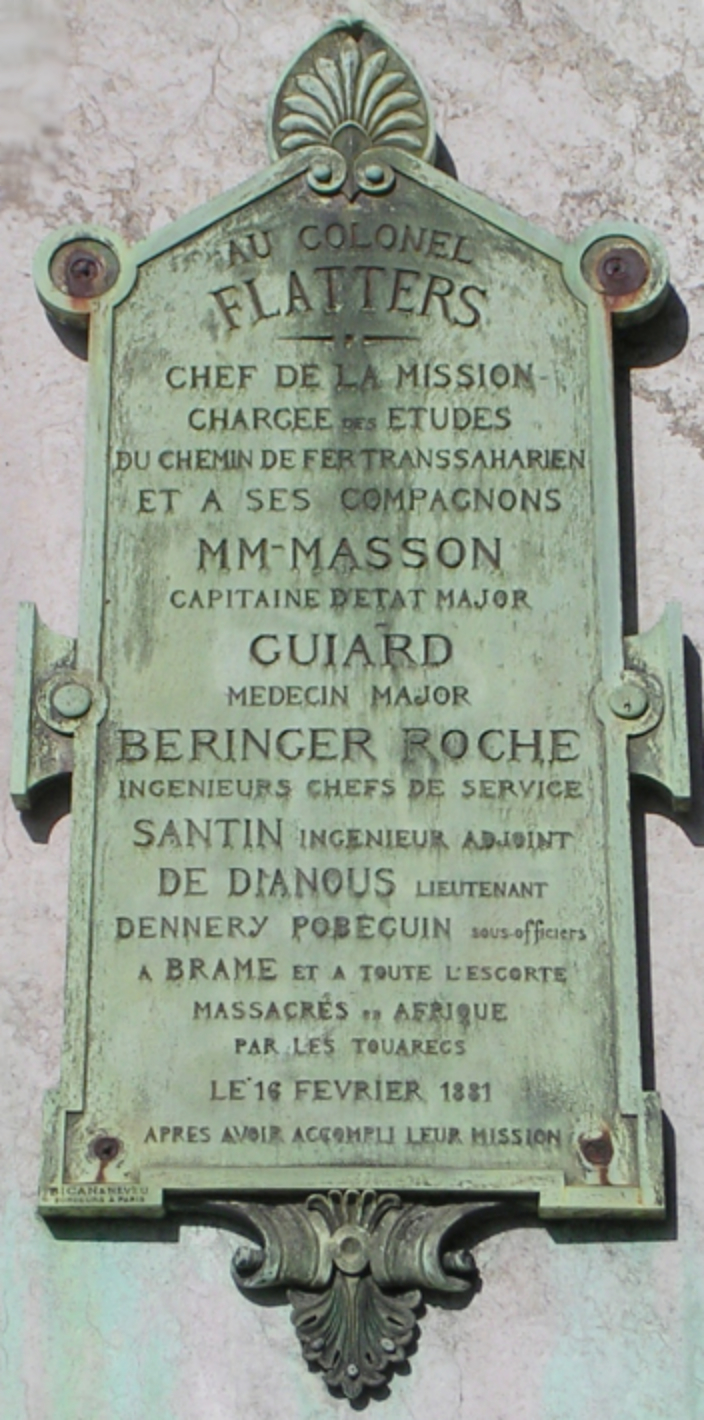
Plaque du monument

## Distinctions[3]
- Officier de la Légion d'honneur (en 1876), Chevalier en 1863.
- Médaille commémorative de la campagne d'Italie (1859)
- Chevalier du Nichan Iftikhar